# 고혈당증
고혈당증 또는 과혈당증(hyperglycemia, hyperglycaemia, high blood sugar)은 혈장에서 상당한 양의 글루코스가 순회하는 증상이다. 이는 일반적으로 혈당 수치가 11.1 mmol/l(200mg/dl)을 초과하는 것을 의미하지만 증상은 13.9–16.7mmol/l(~250-300 mg/dl) 등 더 훨씬 더 높은 수치로 발전할 때까지 눈치채지 못하다가 시작할 수 있다. ~5.6부터 ~7 mmol/l(100-126 mg/dl) 사이가 고혈당으로 간주되며 7 mmol/l(126mg/dl)이 보통 당뇨병으로 간주된다. 당뇨병 환자의 경우 과도한 고혈당으로 간주되는 글루코스 수치는 사람마다 다양하며 이는 주로 사람 신장의 글루코스 한계점과 전반적인 글루코스 저항성이 차이를 보이기 때문이다. 그러나 평균적으로 10-12 mmol/L(180-216 mg/dl)을 초과하는 만성 수치는 시간이 지남에 따라 눈에 띄는 장기 손상을 일으킬 수 있다.

## 증상
고혈당증의 증상은 신진대사적 원인에 따라 시간이 지남에 따라 변화할 수 있으며 치료에 따라서도 달라질 수 있다.
다음의 증상이 급성 또는 만성 고혈당증과 연관될 수 있다.
- 다뇨증
- 피로
- 창상
- 피부 건조 및 가려움
- 발기부전
- 재발 감염, 겉귀길염
- 부정맥
- 혼수상태

## 같이 보기
- 혈액 검사의 참고 기준치
- 저혈당증